# Ilja Venäläinen
Ilja Venäläinen (Kuopio, 27 september 1980) is een profvoetballer uit Finland die speelt als aanvaller. Hij staat sinds 2007 onder contract bij de Finse club KuPS Kuopio.

## Interlandcarrière
Venäläinen kwam tot dusver één keer uit voor de nationale ploeg van Finland. Hij maakte zijn debuut onder leiding van interim-bondscoach Markku Kanerva op 9 februari 2011 in de vriendschappelijke wedstrijd tegen België (1-1), net als Joona Toivio, Hannu Patronen, Riku Riski en Sebastian Mannström.

## Erelijst
TPS Turku
- Suomen Cup

2010